# Ryūkyū kobujutsu
 (janvier 2014).
Si vous disposez d'ouvrages ou d'articles de référence ou si vous connaissez des sites web de qualité traitant du thème abordé ici, merci de compléter l'article en donnant les références utiles à sa vérifiabilité et en les liant à la section « Notes et références ».

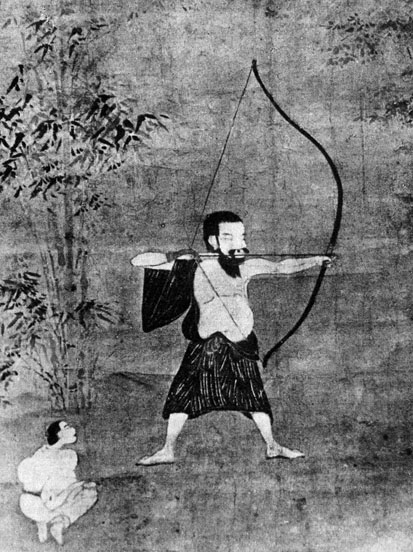
Représentation d'un pratiquant, au XIXe siècle.

Les Ryūkyū kobujutsu (琉球古武術 (りゅうきゅうこぶじゅつ), littéralement « arts martiaux anciens de Ryūkyū »), sont des arts martiaux du Japon actuel, qui se sont développés dans le royaume de Ryūkyū, situé sur l'archipel Nansei et alors indépendant du Japon, par lequel il est colonisé en 1879, lors de l'expansionnisme de l'ère Meiji.
Leur développement commença sous influence chinoise et continua lorsque cet archipel devint japonais. Les populations, qui avaient alors interdiction de porter des lames de peur d'une rébellion contre le gouvernement japonais, y développèrent le karaté (« main nue »), et l'utilisation d'armes issues d'outils agricoles (kobudō, telles que le bâton (bō), le fléau qui inspira le nunchaku, la manivelle des meules qui devint le tonfa, la tête en métal de la fourche qui se transforma en sai, etc.